# Wrath (Lamb of God)
Wrath, pubblicato il 24 febbraio 2009 dalla Roadrunner Records, è il sesto album in studio dei Lamb of God.

## L'album
Nell'agosto del 2008 la band annunciò di aver cominciato, insieme al produttore Josh Wilbur, la lavorazione del seguito di Sacrament con l'obiettivo di pubblicarlo nel febbraio 2009.
Durante il periodo di registrazione è stato possibile seguire la band online attraverso il loro sito dove venivano mostrate due webcam posizionate rispettivamente nella stanza della batteria e in quella di mixaggio.
Dopo aver distribuito attraverso un concorso dei supporti USB contenenti quattro tracce dell'album, il 19 dicembre 2008 la divisione inglese della Roadrunner Records ha reso disponibile la traccia Contractor.
Riguardo l'indirizzo preso dalle nuove canzoni il batterista Chris Adler ha dichiarato:
We are excited to be changing things up this time and working with Josh. We've never stayed in one place too long, and the Band's evolution continues. There is an aggressive shift in the material and our approach. The bar has been raised.»
Siamo eccitati di aver cambiato delle cose questa volta e di lavorare con Josh [Wilbur]. Non siamo mai rimasti troppo tempo in un luogo, l'evoluzione della band continua. C'è una svolta aggressiva nel materiale e nel nostro approccio. Il livello è stato innalzato.»
(Chris Adler)
In una recente intervista il chitarrista Mark Morton ha dichiarato:
The guitar tones are a little cleaner than normal. We're kind of getting into this mind-set that clean is heavy. Clarity is a lot heavier than oversaturated. It's just real raw and natural and organic-sounding, which, in itself, is kind of revolutionary these days, when kids are making pro audio-sounding recordings in their dorm rooms, on their laptops, and cutting and pasting verses and choruses.»
Le chitarre sono leggermente più pulite del solito. Stiamo diventando dell'idea che pulito è "heavy". La chiarezza è molto più pesante della saturazione. È naturalmente grezzo, naturale e suona più organico ed è una specie di rivoluzione in questi giorni in cui i ragazzi fanno registrazioni professionali nelle loro camere, sui loro portatili, copiando ed incollando strofe e ritornelli.»
(Mark Morton)

## Tracce
1. The Passing - 1:58
2. In Your Words - 5:24
3. Set to Fail - 3:46
4. Contractor - 3:22
5. Fake Messiah - 4:33
6. Grace - 3:54
7. Broken Hands - 3:53
8. Dead Seeds - 3:40
9. Everything to Nothing - 3:50
10. Choke Sermon - 3:20
11. Reclamation - 7:05
12. We Die Alone - 4:36  * Wrath "Limited Edition" BonusTrack
13. Shoulder of Your God - 5:54  * Wrath "Limited Edition" BonusTrack
14. Condemn The Hive - 7.03  * Wrath Japanese BonusTrack

## Formazione
- Randy Blythe – voce
- Willie Adler – chitarra
- Mark Morton – chitarra
- John Campbell – basso
- Chris Adler – batteria